# Żółw grecki
Żółw grecki (Testudo hermanni) – gatunek gada z podrzędu żółwi skrytoszyjnych i rodziny żółwi lądowych (Testudinidae).

## Występowanie
Półwysep Bałkański (włącznie z europejską częścią Turcji), Półwysep Apeniński, Sycylia, Korsyka, Sardynia, południowe wybrzeże Francji, Baleary, skrajnie północno-wschodnia Hiszpania. Część populacji wyspiarskich wywodzi się z prehistorycznych introdukcji.
UwagaŻółwie Testudo hermanni obserwowano w Polsce na wolności. Są to osobniki hodowane w terrariach i wypuszczone przez właścicieli lub nielegalnie przywożone przez turystów. Najprawdopodobniej dorosłe osobniki są w stanie na krótko zaaklimatyzować się w polskich warunkach.

## Podgatunki
Obecnie wyróżnia się dwa podgatunki:
- Testudo hermanni hermanni Gmelin, 1789 – od skrajnie północno-wschodniej Hiszpanii po Półwysep Apeniński oraz wymienione wyżej wyspy na Morzu Śródziemnym
- Testudo hermanni boettgeri Mojsisovics, 1889 – północne wybrzeże Adriatyku i Bałkany

Opisano też podgatunki robertmertensi i hercegovinensis, ale nie są one uznawane.

## Morfologia

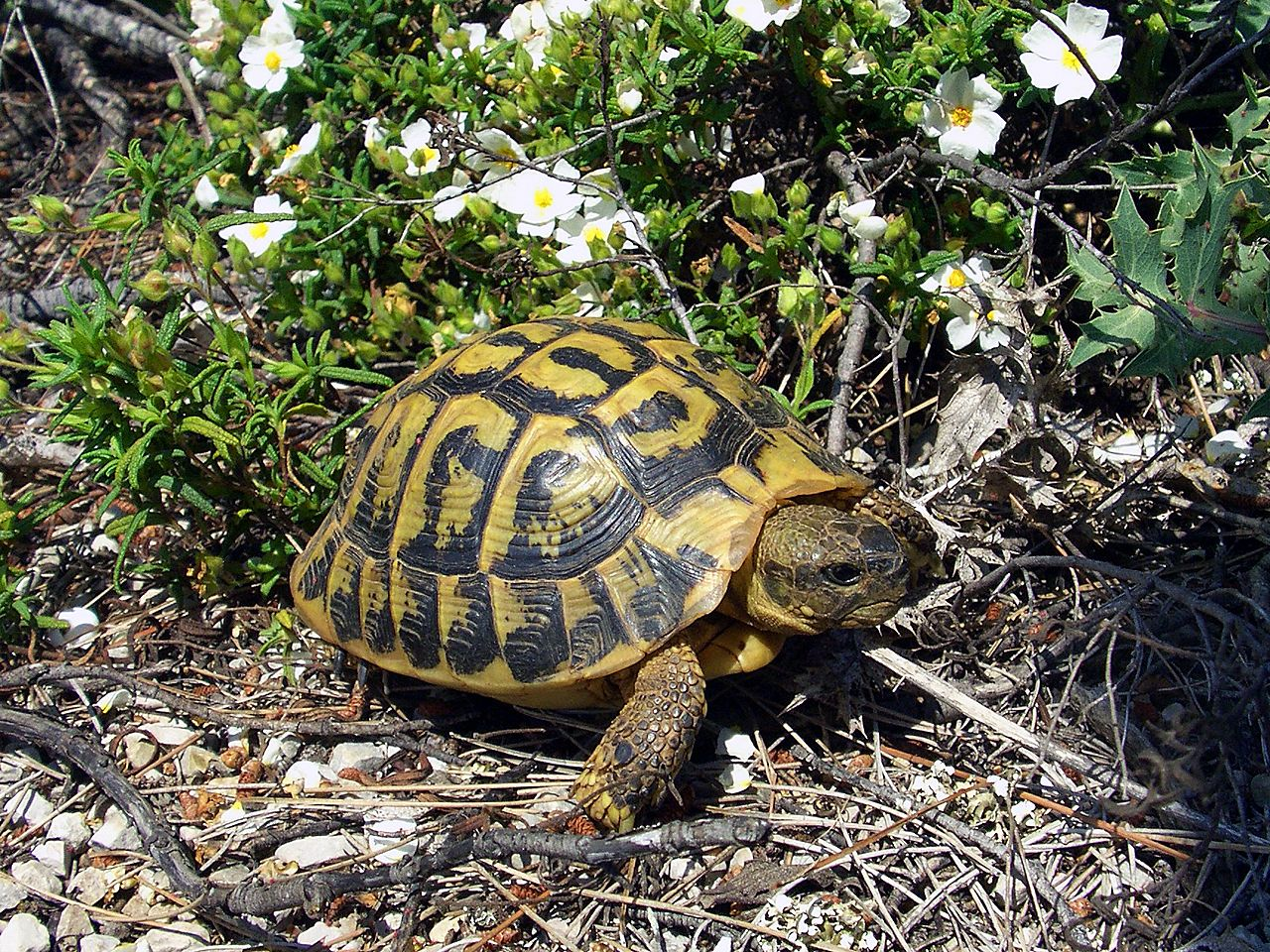
T. h. hermanni na Majorce

OpisKarapaks mocno wypukły, plastron płaski o bokach wygiętych ku górze. Samce mają tylną część nieco wklęsłą. Głowa masywna częściowo pokryta regularnymi tarczkami. Szczęki tworzą dziób. Szyja długa pokryta miękką skórą. Przednie kończyny trochę spłaszczone, a tylne słupkowate. Nogi zakończone 5 prostymi pazurami. Zdarzają się osobniki ze zredukowanymi palcami tylnych kończyn do 3. Ogon krótki, gruby mocno zwężony na końcu zakończony twardym kolcem. Karapaks ma barwę jasnożółtą, jasnobrązową lub oliwkowobrązową. Na środku każdej tarczy widnieje ciemnobrązowa lub czarna plama. Ciało ma barwę szarą lub jasnooliwkową bez plam.
RozmiaryDługość karapaksu:
- Testudo hermanni hermanni – samce do 19,6 cm, samice do 20,0 cm
- Testudo hermanni boettgeri – samce do 31,4 cm, samice do 35,7 cm.

## Ekologia i zachowanie
BiotopSuche, silnie nasłonecznione, częściowo kamieniste tereny z roślinnością trawiastą i niskimi drzewami.
PokarmMiękkie, soczyste łodygi, liście, kwiaty, zioła, mniszek lekarski, oset, koniczyna. Niekiedy zjada małe zwierzęta bezkręgowe.
ZachowanieTryb życia ściśle lądowy i dzienny. W czasie upałów kryje się w ziemnych kryjówkach, które potrafi sam wykopać. Szybko chodzi z pancerzem uniesionym nad ziemią. Przy niskiej temperaturze otoczenia zapada w letarg.
RozmnażanieW maju lub czerwcu samica składa do wygrzebanych przez siebie ziemnych jam 2–12 jaj. Na lęgi wybierane są zazwyczaj nasłonecznione miejsca. Większość samic odbywa lęgi w dwóch miotach, z odstępem do 20 dni.

## Status zagrożenia i ochrona
Żółw grecki jest uznawany przez Międzynarodową Unię Ochrony Przyrody (IUCN) za gatunek bliski zagrożenia. Jest wymieniony w aneksie A Rozporządzenia Rady (WE) Nr 338/97 w sprawie handlu dzikimi zwierzętami oraz w załączniku II konwencji CITES.

## Hodowla w terrarium
Terrarium dla żółwia greckiego powinno być 8 x dłuższe od pancerza (karapaksu). W terrarium powinno być jedno, znacznie cieplejsze od pozostałych miejsce, w którym temperatura będzie wynosić 35–40 °C. W pozostałych częściach należy utrzymać temperaturę 23–26 °C. Należy stworzyć dla żółwia kryjówki, w których będzie mógł schować się, gdy będzie mu zbyt ciepło lub na czas snu – w tym celu mogą posłużyć np. wydrążone fragmenty korzeni lub kamieni albo też wkopana do połowy donica (nie plastikowa). Można również z korzeni drzew, kamieni i innych elementów stworzyć labirynt, którym żółwie chętnie będą wędrować – ruch jest bardzo istotny dla żółwi. Należy również wyznaczyć miejsce stałego karmienia – najlepiej w karmniku, żeby żółw nie rozrzucił pokarmu po całym terrarium. W dużym terrarium można raz na jakiś czas przenieść karmnik, zmuszając tym samym żółwie do poszukiwań i ruchu. Z roślinności powinno się zrezygnować, ponieważ jest ona chętnie zjadana przez żółwie. Jako podłoże może posłużyć np. darń – systematycznie podlewana przez długi czas może przypominać naturalne siedlisko. W terrarium nie powinno zabraknąć miski z wodą – miska powinna być na tyle duża, żeby żółw zmieścił się cały i na tyle płytka, by mógł w niej swobodnie oddychać – żółwie lądowe nie potrafią pływać. Niezbędnym elementem wystroju terrarium jest też oświetlenie. W terrarium powinny znaleźć się: tzw. lustrzanka (o mocy 40–60 W) oraz świetlówka emitująca promieniowanie UV-B 8–10% – niezbędne do produkcji w skórze żółwia witaminy D wykorzystywanej do przyswajania wapnia i fosforu.
Żółw grecki jest roślinożerny. Jedynie przypadkowo może zjeść np. małego bezkręgowca wraz z roślinami. Dieta tego gada powinna być maksymalnie zbliżona do sposobu odżywiania w naturze, czyli powinna być obfita w błonnik i wapń, zaś uboga w białko, cukier i tłuszcze. W domowej hodowli zjada większość roślin łąkowych, jako sporadyczny dodatek można podawać utartą na tarce marchew. Nie powinno się podawać owoców i warzyw, są zbyt kaloryczne, często moczopędne, a niektóre z nich typu sałata, szpinak, rabarbar, kapusta – zawierają groźne dla zdrowia żółwia szczawiany, doprowadzające do odwapnienia kości i krzywicy oraz kamicy nerkowej. Owoce, z uwagi na zawartość cukru mogą być przyczyną namnażania się pasożytów w przewodzie pokarmowym. Zimą podstawę diety powinny stanowić wszelkie susze (suszone rośliny łąkowe, siano, itd.).